# Yville-sur-Seine
Yville-sur-Seine is een gemeente in het Franse departement Seine-Maritime (regio Normandië) en telt 433 inwoners (1999). De plaats maakt deel uit van het arrondissement Rouen.
Bezienswaardig is het Château d'Yville.

## Geografie
De oppervlakte van Yville-sur-Seine bedraagt 8,3 km², de bevolkingsdichtheid is 52,2 inwoners per km². De plaats ligt aan de Seine.

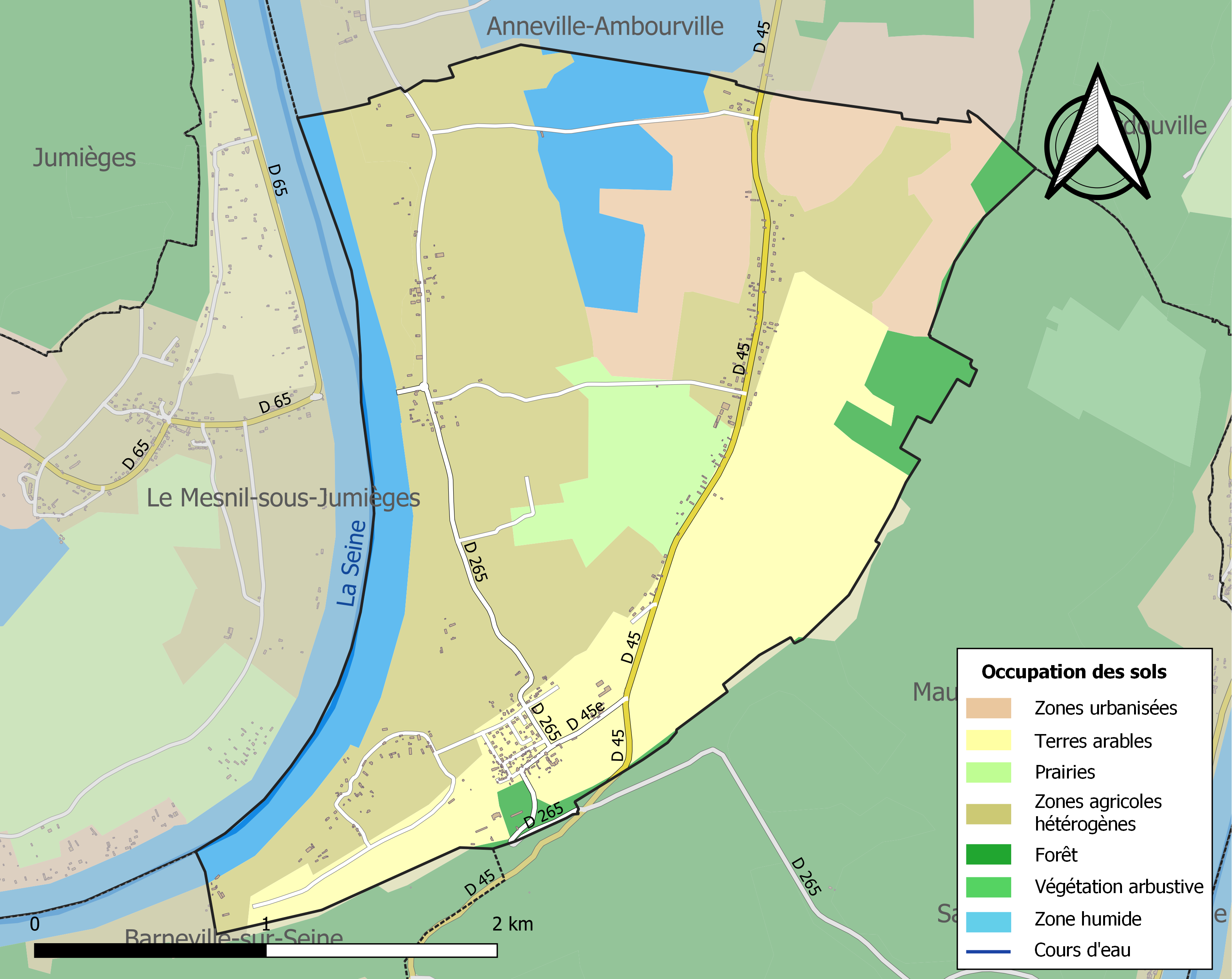
Kaart van de gemeente met de belangrijkste infrastructuur, bodemgebruik en omliggende gemeenten

## Demografie
Onderstaande figuur toont het verloop van het inwonertal (bron: INSEE-tellingen).